# 瓦尔丹一世
瓦尔丹一世或巴尔丹一世是伊朗古代安息帝国阿萨息斯王朝（阿什康尼王朝）君主（约公元40－46年在位）。瓦尔丹一世是他的父王阿尔达班二世（公元12－40年在位）的法定繼承人，但他继位后不得不不断地与他的养兄弟、王位竞争对手古达尔兹二世作战。尽管瓦尔丹多次击败他的养兄弟，成功将帝国的大部分地区置于他的统治之下，但最终在一次狩猎之时被一伙忌恨他的贵族设局暗杀，结束了短暂的君主生涯。

## 名讳
“瓦尔丹”（وردان，Wardān）是中古伊朗语，意为“蔷薇”，在现代波斯语中又译作“巴尔丹”（بردان，Bardān）。“瓦尔达内斯”（Vardanes）或“巴尔达内斯”（Bardanes）是该名的拉丁化转写形式，在古希腊语中，该名转写为“俄耳达涅斯”（Ὀρδάνης，Ordánēs）和“俄耳多涅斯”（Ὀρδώνης，Ordṓnēs）。而在哈特拉阿拉姆语中，该名转写为“乌尔登”（wrdn）。

## 生平

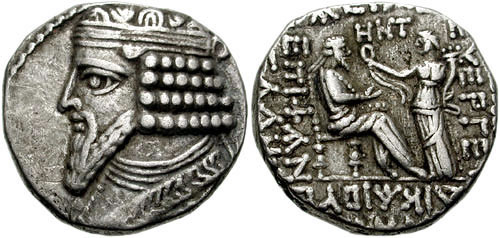
古达尔兹二世银币

在约40年，瓦尔丹一世的父亲、安息王阿尔达班二世（旧时学界误称为“阿尔达班三世”，公元12年至40年在位）去世，将他的国家托付给瓦尔丹。然而，王位被阿尔达班二世的养子古达尔兹二世篡夺。不久之后，古达尔兹二世下令将瓦尔丹的另一个兄弟（和父王阿尔达班二世同名）处死，一同被处死的还有阿尔达班王子的妻子和孩子。古达尔兹二世的暴行很快导致了声势浩大的骚乱，人们请求瓦尔丹出面干预，于是瓦尔丹率领他的部队在两天之内行军375英里，出其不意地将古达尔兹击败。瓦尔丹受到邻近的安息帝国各省长官的称赞，并很快控制了帝国的大部分地区。古达尔兹逃到希尔卡尼亚行省的戈尔甘以图东山再起，他的领地和出身的部落就在那里。
瓦尔丹继位后，古达尔兹被冷落。瓦尔丹认为自己比古达尔兹更有资格继承阿尔达班二世的王位，因为他是阿尔达班二世亲生儿子，而古达尔兹只是养子。瓦尔丹继位被视为阿尔达班二世一系的复兴。但从公元35年就开始反叛的美索不达米亚城市塞琉西亚不认可瓦尔丹的地位，瓦尔丹的军队很快包围了这座城市。然而，瓦尔丹对塞琉西亚的长期围困给古达尔兹以喘息之机，使他能够组建一支新的部队，在冲突中占了上风，赶走了瓦尔丹。瓦尔丹逃到了中亚的巴克特里亚。
与此同时，安息帝国的属国亚美尼亚也经历了动荡，当时该国的阿萨息斯（阿什康尼）王朝分支国王、瓦尔丹的兄弟奥罗德被罗马皇帝克劳狄（公元41年至54年在位）废黜。克劳狄任命前王朝法尔纳瓦兹家族的王子米特拉达梯代替奥罗德。 很快，就在瓦尔丹和古达尔兹就要再次开战之前，古尔达兹告知瓦尔丹，有一群显贵们正在策划一个针对他俩的阴谋。于是，兄弟二人达成了停战协议，协议规定瓦尔丹保留王位。而古尔达兹则再次撤军到希尔卡尼亚行省，他在戈尔甘称王，兄弟二人分别统治帝国的不同部分。
与古尔达兹的和解使瓦尔丹得以腾出手来挫败显贵们的阴谋，之后他再次率军长期围困叛乱中的塞琉西亚。公元43年6月42日，瓦尔丹迫使塞琉西亚人在长达七年的叛乱之后再次臣服于安息帝国的统治。塞琉西亚的长期反叛使得瓦尔丹对该城抱有戒心，而包括塞琉西亚人在内的安息帝国境内的希腊化居民又对罗马帝国抱有好感，因为这一时期安息帝国的亲希腊情结已经淡化，希腊文化的影响已让位于伊朗本土文化，在米底和帕尔斯（在今伊朗法尔斯省）等安息帝国的核心地区，祆教（琐罗亚斯德教）色彩日益浓厚。瓦尔丹出于对塞琉西亚的戒心，大大削弱了该城的自治权，尤其取消了其自行铸造硬币的特权。大约在同一时间，古希腊哲学家提亚纳的阿波罗尼乌斯造访了瓦尔丹的宫廷，在他前往印度-帕提亚王国时，瓦尔丹派了一支车队为他提供保护。当阿波罗尼乌斯到达印度-帕提亚王国的首都塔克西拉时，他的商队首领读到了瓦尔丹给当地一位印度官员的公函，这封公函也许是用安息语书写的，印度官员收到公函后极其热情地款待了阿波罗尼乌斯一行。
在连战连胜的一连串战绩的鼓舞下，瓦尔丹准备入侵并重新征服亚美尼亚，因为靠近亚美尼亚的安息帝国附属国阿迪亚波纳国王伊扎特斯在亚美尼亚问题上站在罗马人一边，瓦尔丹有意惩罚他。但在罗马帝国叙利亚总督盖乌斯·维比乌斯·马尔苏斯的战争威胁下，瓦尔丹最终放弃了他的计划。同时，已撤退到希尔卡尼亚的古尔达兹在贵族的挑唆下撕毁了停战协议，兄弟俩再起纷争。瓦尔丹在位于米底和希尔卡尼亚边界的埃林德斯河击败了古尔达兹。他接着征服了帕提亚的其余省份，最远到达了阿里亚。在东部的帝国发家地帕提亚和戈尔甘，一些从来没有臣服过的部落此时都表示归顺瓦尔丹。为了纪念这次胜利，瓦尔丹在帕提亚树立了一座纪念碑。
但是，终因性格过于粗暴，以及贵族们的挑唆，瓦尔丹在约公元46年的一次狩猎之时被手下暗杀。暗杀行动是由一伙担心瓦尔丹会危及他们地位的贵族策划的，古尔达兹也有份参与其中。瓦尔丹死后，古尔达兹再次登基，成为整个安息帝国的统治者。

## 家族世系
| 白色 |

| 藍色 |

| 綠色 |

| 黃色 |

| 紫色 |

| 紅色 |

|                                                      |                                                      |                                                      |                                                      |                                                      |                                                      |  |  |                                           |                                           |                                           |                                           |                                           |                                           |  |  |                                                 |                                                 |                                                 |                                                 |                                                 |                                                 |  |  | 安息帝國國王 薩納特魯斯                          |                                                  |                                                  |                                                  |                                                  |                                                  |  |  |                                |                                |                                |                                |                                |                                |                            |                            |                            |                            |                            |                            |  |  |  |  |  |  |  |  |  |  |  |  |  |  |
|                                                      |                                                      |                                                      |                                                      |                                                      |                                                      |  |  |                                           |                                           |                                           |                                           |                                           |                                           |  |  |                                                 |                                                 |                                                 |                                                 |                                                 |                                                 |  |  |                                                  |                                                  |                                                  |                                                  |                                                  |                                                  |  |  |                                |                                |                                |                                |                                |                                |                            |                            |                            |                            |                            |                            |  |  |  |  |  |  |  |  |  |  |  |  |  |  |
| 亞美尼亞 王國國王 提格兰二世                         | 亞美尼亞 王國國王 提格兰二世                         | 亞美尼亞 王國國王 提格兰二世                         | 亞美尼亞 王國國王 提格兰二世                         | 亞美尼亞 王國國王 提格兰二世                         | 亞美尼亞 王國國王 提格兰二世                         |  |  |                                           |                                           |                                           |                                           |                                           |                                           |  |  |                                                 |                                                 |                                                 |                                                 |                                                 |                                                 |  |  | 安息帝國 王中之王 弗拉特斯三世                   | 安息帝國 王中之王 弗拉特斯三世                   | 安息帝國 王中之王 弗拉特斯三世                   | 安息帝國 王中之王 弗拉特斯三世                   | 安息帝國 王中之王 弗拉特斯三世                   | 安息帝國 王中之王 弗拉特斯三世                   |  |  |                                |                                |                                |                                |                                |                                |                            |                            |                            |                            |                            |                            |  |  |  |  |  |  |  |  |  |  |  |  |  |  |
| 亞美尼亞 王國國王 提格兰二世                         | 亞美尼亞 王國國王 提格兰二世                         | 亞美尼亞 王國國王 提格兰二世                         | 亞美尼亞 王國國王 提格兰二世                         | 亞美尼亞 王國國王 提格兰二世                         | 亞美尼亞 王國國王 提格兰二世                         |  |  |                                           |                                           |                                           |                                           |                                           |                                           |  |  |                                                 |                                                 |                                                 |                                                 |                                                 |                                                 |  |  | 安息帝國 王中之王 弗拉特斯三世                   | 安息帝國 王中之王 弗拉特斯三世                   | 安息帝國 王中之王 弗拉特斯三世                   | 安息帝國 王中之王 弗拉特斯三世                   | 安息帝國 王中之王 弗拉特斯三世                   | 安息帝國 王中之王 弗拉特斯三世                   |  |  |                                |                                |                                |                                |                                |                                |                            |                            |                            |                            |                            |                            |  |  |  |  |  |  |  |  |  |  |  |  |  |  |
|                                                      |                                                      |                                                      |                                                      |                                                      |                                                      |  |  |                                           |                                           |                                           |                                           |                                           |                                           |  |  |                                                 |                                                 |                                                 |                                                 |                                                 |                                                 |  |  |                                                  |                                                  |                                                  |                                                  |                                                  |                                                  |  |  |                                |                                |                                |                                |                                |                                |                            |                            |                            |                            |                            |                            |  |  |  |  |  |  |  |  |  |  |  |  |  |  |
| 索菲尼 王國國王 亞美尼亞 王國王子 小提格蘭           | 索菲尼 王國國王 亞美尼亞 王國王子 小提格蘭           | 索菲尼 王國國王 亞美尼亞 王國王子 小提格蘭           | 索菲尼 王國國王 亞美尼亞 王國王子 小提格蘭           | 索菲尼 王國國王 亞美尼亞 王國王子 小提格蘭           | 索菲尼 王國國王 亞美尼亞 王國王子 小提格蘭           |  |  | 佚名公主                                  | 佚名公主                                  | 佚名公主                                  | 佚名公主                                  | 佚名公主                                  | 佚名公主                                  |  |  | 安息帝國 王中之王 米特里達梯 四世               | 安息帝國 王中之王 米特里達梯 四世               | 安息帝國 王中之王 米特里達梯 四世               | 安息帝國 王中之王 米特里達梯 四世               | 安息帝國 王中之王 米特里達梯 四世               | 安息帝國 王中之王 米特里達梯 四世               |  |  | 安息帝國 王中之王 奥罗德斯二世                   | 安息帝國 王中之王 奥罗德斯二世                   | 安息帝國 王中之王 奥罗德斯二世                   | 安息帝國 王中之王 奥罗德斯二世                   | 安息帝國 王中之王 奥罗德斯二世                   | 安息帝國 王中之王 奥罗德斯二世                   |  |  |                                |                                |                                |                                |                                |                                |                            |                            |                            |                            |                            |                            |  |  |  |  |  |  |  |  |  |  |  |  |  |  |
| 索菲尼 王國國王 亞美尼亞 王國王子 小提格蘭           | 索菲尼 王國國王 亞美尼亞 王國王子 小提格蘭           | 索菲尼 王國國王 亞美尼亞 王國王子 小提格蘭           | 索菲尼 王國國王 亞美尼亞 王國王子 小提格蘭           | 索菲尼 王國國王 亞美尼亞 王國王子 小提格蘭           | 索菲尼 王國國王 亞美尼亞 王國王子 小提格蘭           |  |  | 佚名公主                                  | 佚名公主                                  | 佚名公主                                  | 佚名公主                                  | 佚名公主                                  | 佚名公主                                  |  |  | 安息帝國 王中之王 米特里達梯 四世               | 安息帝國 王中之王 米特里達梯 四世               | 安息帝國 王中之王 米特里達梯 四世               | 安息帝國 王中之王 米特里達梯 四世               | 安息帝國 王中之王 米特里達梯 四世               | 安息帝國 王中之王 米特里達梯 四世               |  |  | 安息帝國 王中之王 奥罗德斯二世                   | 安息帝國 王中之王 奥罗德斯二世                   | 安息帝國 王中之王 奥罗德斯二世                   | 安息帝國 王中之王 奥罗德斯二世                   | 安息帝國 王中之王 奥罗德斯二世                   | 安息帝國 王中之王 奥罗德斯二世                   |  |  |                                |                                |                                |                                |                                |                                |                            |                            |                            |                            |                            |                            |  |  |  |  |  |  |  |  |  |  |  |  |  |  |
|                                                      |                                                      |                                                      |                                                      |                                                      |                                                      |  |  |                                           |                                           |                                           |                                           |                                           |                                           |  |  |                                                 |                                                 |                                                 |                                                 |                                                 |                                                 |  |  |                                                  |                                                  |                                                  |                                                  |                                                  |                                                  |  |  |                                |                                |                                |                                |                                |                                |                            |                            |                            |                            |                            |                            |  |  |  |  |  |  |  |  |  |  |  |  |  |  |
|                                                      |                                                      |                                                      |                                                      |                                                      |                                                      |  |  |                                           |                                           |                                           |                                           |                                           |                                           |  |  |                                                 |                                                 |                                                 |                                                 |                                                 |                                                 |  |  |                                                  |                                                  |                                                  |                                                  |                                                  |                                                  |  |  |                                |                                |                                |                                |                                |                                |                            |                            |                            |                            |                            |                            |  |  |  |  |  |  |  |  |  |  |  |  |  |  |
|                                                      |                                                      |                                                      |                                                      |                                                      |                                                      |  |  |                                           |                                           |                                           |                                           |                                           |                                           |  |  | 安息帝國王子 （共治者） 帕科羅斯一世            | 安息帝國王子 （共治者） 帕科羅斯一世            | 安息帝國王子 （共治者） 帕科羅斯一世            | 安息帝國王子 （共治者） 帕科羅斯一世            | 安息帝國王子 （共治者） 帕科羅斯一世            | 安息帝國王子 （共治者） 帕科羅斯一世            |  |  | 安息帝國 王中之王 弗拉特斯四世                   | 安息帝國 王中之王 弗拉特斯四世                   | 安息帝國 王中之王 弗拉特斯四世                   | 安息帝國 王中之王 弗拉特斯四世                   | 安息帝國 王中之王 弗拉特斯四世                   | 安息帝國 王中之王 弗拉特斯四世                   |  |  |                                |                                |                                |                                |                                |                                | 安息帝國 女王中之女王 穆薩 | 安息帝國 女王中之女王 穆薩 | 安息帝國 女王中之女王 穆薩 | 安息帝國 女王中之女王 穆薩 | 安息帝國 女王中之女王 穆薩 | 安息帝國 女王中之女王 穆薩 |  |  |  |  |  |  |  |  |  |  |  |  |  |  |
|                                                      |                                                      |                                                      |                                                      |                                                      |                                                      |  |  |                                           |                                           |                                           |                                           |                                           |                                           |  |  | 安息帝國王子 （共治者） 帕科羅斯一世            | 安息帝國王子 （共治者） 帕科羅斯一世            | 安息帝國王子 （共治者） 帕科羅斯一世            | 安息帝國王子 （共治者） 帕科羅斯一世            | 安息帝國王子 （共治者） 帕科羅斯一世            | 安息帝國王子 （共治者） 帕科羅斯一世            |  |  | 安息帝國 王中之王 弗拉特斯四世                   | 安息帝國 王中之王 弗拉特斯四世                   | 安息帝國 王中之王 弗拉特斯四世                   | 安息帝國 王中之王 弗拉特斯四世                   | 安息帝國 王中之王 弗拉特斯四世                   | 安息帝國 王中之王 弗拉特斯四世                   |  |  |                                |                                |                                |                                |                                |                                | 安息帝國 女王中之女王 穆薩 | 安息帝國 女王中之女王 穆薩 | 安息帝國 女王中之女王 穆薩 | 安息帝國 女王中之女王 穆薩 | 安息帝國 女王中之女王 穆薩 | 安息帝國 女王中之女王 穆薩 |  |  |  |  |  |  |  |  |  |  |  |  |  |  |
|                                                      |                                                      |                                                      |                                                      |                                                      |                                                      |  |  |                                           |                                           |                                           |                                           |                                           |                                           |  |  |                                                 |                                                 |                                                 |                                                 |                                                 |                                                 |  |  |                                                  |                                                  |                                                  |                                                  |                                                  |                                                  |  |  |                                |                                |                                |                                |                                |                                |                            |                            |                            |                            |                            |                            |  |  |  |  |  |  |  |  |  |  |  |  |  |  |
|                                                      |                                                      |                                                      |                                                      |                                                      |                                                      |  |  |                                           |                                           |                                           |                                           |                                           |                                           |  |  |                                                 |                                                 |                                                 |                                                 |                                                 |                                                 |  |  |                                                  |                                                  |                                                  |                                                  |                                                  |                                                  |  |  |                                |                                |                                |                                |                                |                                |                            |                            |                            |                            |                            |                            |  |  |  |  |  |  |  |  |  |  |  |  |  |  |
| 大益人王子                                           | 大益人王子                                           | 大益人王子                                           | 大益人王子                                           | 大益人王子                                           | 大益人王子                                           |  |  | 佚名公主                                  | 佚名公主                                  | 佚名公主                                  | 佚名公主                                  | 佚名公主                                  | 佚名公主                                  |  |  | 安息帝國王子 （爭位者） 弗拉特斯                | 安息帝國王子 （爭位者） 弗拉特斯                | 安息帝國王子 （爭位者） 弗拉特斯                | 安息帝國王子 （爭位者） 弗拉特斯                | 安息帝國王子 （爭位者） 弗拉特斯                | 安息帝國王子 （爭位者） 弗拉特斯                |  |  | 安息帝國 王中之王 亞美尼亞 王國國王 沃諾奈斯一世 | 安息帝國 王中之王 亞美尼亞 王國國王 沃諾奈斯一世 | 安息帝國 王中之王 亞美尼亞 王國國王 沃諾奈斯一世 | 安息帝國 王中之王 亞美尼亞 王國國王 沃諾奈斯一世 | 安息帝國 王中之王 亞美尼亞 王國國王 沃諾奈斯一世 | 安息帝國 王中之王 亞美尼亞 王國國王 沃諾奈斯一世 |  |  | 安息帝國 王中之王 弗拉特斯五世 | 安息帝國 王中之王 弗拉特斯五世 | 安息帝國 王中之王 弗拉特斯五世 | 安息帝國 王中之王 弗拉特斯五世 | 安息帝國 王中之王 弗拉特斯五世 | 安息帝國 王中之王 弗拉特斯五世 |                            |                            |                            |                            |                            |                            |  |  |  |  |  |  |  |  |  |  |  |  |  |  |
| 大益人王子                                           | 大益人王子                                           | 大益人王子                                           | 大益人王子                                           | 大益人王子                                           | 大益人王子                                           |  |  | 佚名公主                                  | 佚名公主                                  | 佚名公主                                  | 佚名公主                                  | 佚名公主                                  | 佚名公主                                  |  |  | 安息帝國王子 （爭位者） 弗拉特斯                | 安息帝國王子 （爭位者） 弗拉特斯                | 安息帝國王子 （爭位者） 弗拉特斯                | 安息帝國王子 （爭位者） 弗拉特斯                | 安息帝國王子 （爭位者） 弗拉特斯                | 安息帝國王子 （爭位者） 弗拉特斯                |  |  | 安息帝國 王中之王 亞美尼亞 王國國王 沃諾奈斯一世 | 安息帝國 王中之王 亞美尼亞 王國國王 沃諾奈斯一世 | 安息帝國 王中之王 亞美尼亞 王國國王 沃諾奈斯一世 | 安息帝國 王中之王 亞美尼亞 王國國王 沃諾奈斯一世 | 安息帝國 王中之王 亞美尼亞 王國國王 沃諾奈斯一世 | 安息帝國 王中之王 亞美尼亞 王國國王 沃諾奈斯一世 |  |  | 安息帝國 王中之王 弗拉特斯五世 | 安息帝國 王中之王 弗拉特斯五世 | 安息帝國 王中之王 弗拉特斯五世 | 安息帝國 王中之王 弗拉特斯五世 | 安息帝國 王中之王 弗拉特斯五世 | 安息帝國 王中之王 弗拉特斯五世 |                            |                            |                            |                            |                            |                            |  |  |  |  |  |  |  |  |  |  |  |  |  |  |
|                                                      |                                                      |                                                      |                                                      |                                                      |                                                      |  |  |                                           |                                           |                                           |                                           |                                           |                                           |  |  |                                                 |                                                 |                                                 |                                                 |                                                 |                                                 |  |  |                                                  |                                                  |                                                  |                                                  |                                                  |                                                  |  |  |                                |                                |                                |                                |                                |                                |                            |                            |                            |                            |                            |                            |  |  |  |  |  |  |  |  |  |  |  |  |  |  |
|                                                      |                                                      |                                                      |                                                      |                                                      |                                                      |  |  |                                           |                                           |                                           |                                           |                                           |                                           |  |  |                                                 |                                                 |                                                 |                                                 |                                                 |                                                 |  |  |                                                  |                                                  |                                                  |                                                  |                                                  |                                                  |  |  |                                |                                |                                |                                |                                |                                |                            |                            |                            |                            |                            |                            |  |  |  |  |  |  |  |  |  |  |  |  |  |  |
| 安息帝國 王中之王 阿特羅帕特尼 王國國王 阿尔达班二世 | 安息帝國 王中之王 阿特羅帕特尼 王國國王 阿尔达班二世 | 安息帝國 王中之王 阿特羅帕特尼 王國國王 阿尔达班二世 | 安息帝國 王中之王 阿特羅帕特尼 王國國王 阿尔达班二世 | 安息帝國 王中之王 阿特羅帕特尼 王國國王 阿尔达班二世 | 安息帝國 王中之王 阿特羅帕特尼 王國國王 阿尔达班二世 |  |  |                                           |                                           |                                           |                                           |                                           |                                           |  |  | 安息帝國國王 阿特羅帕特尼 王國國王 沃諾奈斯二世 | 安息帝國國王 阿特羅帕特尼 王國國王 沃諾奈斯二世 | 安息帝國國王 阿特羅帕特尼 王國國王 沃諾奈斯二世 | 安息帝國國王 阿特羅帕特尼 王國國王 沃諾奈斯二世 | 安息帝國國王 阿特羅帕特尼 王國國王 沃諾奈斯二世 | 安息帝國國王 阿特羅帕特尼 王國國王 沃諾奈斯二世 |  |  | 安息帝國 王中之王 （爭位者） 美赫爾達特斯        | 安息帝國 王中之王 （爭位者） 美赫爾達特斯        | 安息帝國 王中之王 （爭位者） 美赫爾達特斯        | 安息帝國 王中之王 （爭位者） 美赫爾達特斯        | 安息帝國 王中之王 （爭位者） 美赫爾達特斯        | 安息帝國 王中之王 （爭位者） 美赫爾達特斯        |  |  |                                |                                |                                |                                |                                |                                |                            |                            |                            |                            |                            |                            |  |  |  |  |  |  |  |  |  |  |  |  |  |  |
| 安息帝國 王中之王 阿特羅帕特尼 王國國王 阿尔达班二世 | 安息帝國 王中之王 阿特羅帕特尼 王國國王 阿尔达班二世 | 安息帝國 王中之王 阿特羅帕特尼 王國國王 阿尔达班二世 | 安息帝國 王中之王 阿特羅帕特尼 王國國王 阿尔达班二世 | 安息帝國 王中之王 阿特羅帕特尼 王國國王 阿尔达班二世 | 安息帝國 王中之王 阿特羅帕特尼 王國國王 阿尔达班二世 |  |  |                                           |                                           |                                           |                                           |                                           |                                           |  |  | 安息帝國國王 阿特羅帕特尼 王國國王 沃諾奈斯二世 | 安息帝國國王 阿特羅帕特尼 王國國王 沃諾奈斯二世 | 安息帝國國王 阿特羅帕特尼 王國國王 沃諾奈斯二世 | 安息帝國國王 阿特羅帕特尼 王國國王 沃諾奈斯二世 | 安息帝國國王 阿特羅帕特尼 王國國王 沃諾奈斯二世 | 安息帝國國王 阿特羅帕特尼 王國國王 沃諾奈斯二世 |  |  | 安息帝國 王中之王 （爭位者） 美赫爾達特斯        | 安息帝國 王中之王 （爭位者） 美赫爾達特斯        | 安息帝國 王中之王 （爭位者） 美赫爾達特斯        | 安息帝國 王中之王 （爭位者） 美赫爾達特斯        | 安息帝國 王中之王 （爭位者） 美赫爾達特斯        | 安息帝國 王中之王 （爭位者） 美赫爾達特斯        |  |  |                                |                                |                                |                                |                                |                                |                            |                            |                            |                            |                            |                            |  |  |  |  |  |  |  |  |  |  |  |  |  |  |
|                                                      |                                                      |                                                      |                                                      |                                                      |                                                      |  |  |                                           |                                           |                                           |                                           |                                           |                                           |  |  |                                                 |                                                 |                                                 |                                                 |                                                 |                                                 |  |  |                                                  |                                                  |                                                  |                                                  |                                                  |                                                  |  |  |                                |                                |                                |                                |                                |                                |                            |                            |                            |                            |                            |                            |  |  |  |  |  |  |  |  |  |  |  |  |  |  |
| 安息帝國 王中之王 瓦尔丹一世                         | 安息帝國 王中之王 瓦尔丹一世                         | 安息帝國 王中之王 瓦尔丹一世                         | 安息帝國 王中之王 瓦尔丹一世                         | 安息帝國 王中之王 瓦尔丹一世                         | 安息帝國 王中之王 瓦尔丹一世                         |  |  | 安息帝國 王中之王 古达尔兹二世            | 安息帝國 王中之王 古达尔兹二世            | 安息帝國 王中之王 古达尔兹二世            | 安息帝國 王中之王 古达尔兹二世            | 安息帝國 王中之王 古达尔兹二世            | 安息帝國 王中之王 古达尔兹二世            |  |  | 安息帝國 王中之王 沃洛吉斯一世                  | 安息帝國 王中之王 沃洛吉斯一世                  | 安息帝國 王中之王 沃洛吉斯一世                  | 安息帝國 王中之王 沃洛吉斯一世                  | 安息帝國 王中之王 沃洛吉斯一世                  | 安息帝國 王中之王 沃洛吉斯一世                  |  |  | 阿特羅帕特尼 王國國王 帕科羅斯                   | 阿特羅帕特尼 王國國王 帕科羅斯                   | 阿特羅帕特尼 王國國王 帕科羅斯                   | 阿特羅帕特尼 王國國王 帕科羅斯                   | 阿特羅帕特尼 王國國王 帕科羅斯                   | 阿特羅帕特尼 王國國王 帕科羅斯                   |  |  | 亞美尼亞 王國國王 梯里達底一世 | 亞美尼亞 王國國王 梯里達底一世 | 亞美尼亞 王國國王 梯里達底一世 | 亞美尼亞 王國國王 梯里達底一世 | 亞美尼亞 王國國王 梯里達底一世 | 亞美尼亞 王國國王 梯里達底一世 |                            |                            |                            |                            |                            |                            |  |  |  |  |  |  |  |  |  |  |  |  |  |  |
| 安息帝國 王中之王 瓦尔丹一世                         | 安息帝國 王中之王 瓦尔丹一世                         | 安息帝國 王中之王 瓦尔丹一世                         | 安息帝國 王中之王 瓦尔丹一世                         | 安息帝國 王中之王 瓦尔丹一世                         | 安息帝國 王中之王 瓦尔丹一世                         |  |  | 安息帝國 王中之王 古达尔兹二世            | 安息帝國 王中之王 古达尔兹二世            | 安息帝國 王中之王 古达尔兹二世            | 安息帝國 王中之王 古达尔兹二世            | 安息帝國 王中之王 古达尔兹二世            | 安息帝國 王中之王 古达尔兹二世            |  |  | 安息帝國 王中之王 沃洛吉斯一世                  | 安息帝國 王中之王 沃洛吉斯一世                  | 安息帝國 王中之王 沃洛吉斯一世                  | 安息帝國 王中之王 沃洛吉斯一世                  | 安息帝國 王中之王 沃洛吉斯一世                  | 安息帝國 王中之王 沃洛吉斯一世                  |  |  | 阿特羅帕特尼 王國國王 帕科羅斯                   | 阿特羅帕特尼 王國國王 帕科羅斯                   | 阿特羅帕特尼 王國國王 帕科羅斯                   | 阿特羅帕特尼 王國國王 帕科羅斯                   | 阿特羅帕特尼 王國國王 帕科羅斯                   | 阿特羅帕特尼 王國國王 帕科羅斯                   |  |  | 亞美尼亞 王國國王 梯里達底一世 | 亞美尼亞 王國國王 梯里達底一世 | 亞美尼亞 王國國王 梯里達底一世 | 亞美尼亞 王國國王 梯里達底一世 | 亞美尼亞 王國國王 梯里達底一世 | 亞美尼亞 王國國王 梯里達底一世 |                            |                            |                            |                            |                            |                            |  |  |  |  |  |  |  |  |  |  |  |  |  |  |
|                                                      |                                                      |                                                      |                                                      |                                                      |                                                      |  |  |                                           |                                           |                                           |                                           |                                           |                                           |  |  |                                                 |                                                 |                                                 |                                                 |                                                 |                                                 |  |  |                                                  |                                                  |                                                  |                                                  |                                                  |                                                  |  |  |                                |                                |                                |                                |                                |                                |                            |                            |                            |                            |                            |                            |  |  |  |  |  |  |  |  |  |  |  |  |  |  |
| 安息帝國 王中之王 （爭位者） 阿尔达班三世            | 安息帝國 王中之王 （爭位者） 阿尔达班三世            | 安息帝國 王中之王 （爭位者） 阿尔达班三世            | 安息帝國 王中之王 （爭位者） 阿尔达班三世            | 安息帝國 王中之王 （爭位者） 阿尔达班三世            | 安息帝國 王中之王 （爭位者） 阿尔达班三世            |  |  | 安息帝國 王中之王 （爭位者） 沃洛吉斯二世 | 安息帝國 王中之王 （爭位者） 沃洛吉斯二世 | 安息帝國 王中之王 （爭位者） 沃洛吉斯二世 | 安息帝國 王中之王 （爭位者） 沃洛吉斯二世 | 安息帝國 王中之王 （爭位者） 沃洛吉斯二世 | 安息帝國 王中之王 （爭位者） 沃洛吉斯二世 |  |  | 安息帝國 王中之王 帕科羅斯二世                  | 安息帝國 王中之王 帕科羅斯二世                  | 安息帝國 王中之王 帕科羅斯二世                  | 安息帝國 王中之王 帕科羅斯二世                  | 安息帝國 王中之王 帕科羅斯二世                  | 安息帝國 王中之王 帕科羅斯二世                  |  |  | 安息帝國 王中之王 （爭位者） 瓦尔丹二世          | 安息帝國 王中之王 （爭位者） 瓦尔丹二世          | 安息帝國 王中之王 （爭位者） 瓦尔丹二世          | 安息帝國 王中之王 （爭位者） 瓦尔丹二世          | 安息帝國 王中之王 （爭位者） 瓦尔丹二世          | 安息帝國 王中之王 （爭位者） 瓦尔丹二世          |  |  |                                |                                |                                |                                |                                |                                |                            |                            |                            |                            |                            |                            |  |  |  |  |  |  |  |  |  |  |  |  |  |  |
| 安息帝國 王中之王 （爭位者） 阿尔达班三世            | 安息帝國 王中之王 （爭位者） 阿尔达班三世            | 安息帝國 王中之王 （爭位者） 阿尔达班三世            | 安息帝國 王中之王 （爭位者） 阿尔达班三世            | 安息帝國 王中之王 （爭位者） 阿尔达班三世            | 安息帝國 王中之王 （爭位者） 阿尔达班三世            |  |  | 安息帝國 王中之王 （爭位者） 沃洛吉斯二世 | 安息帝國 王中之王 （爭位者） 沃洛吉斯二世 | 安息帝國 王中之王 （爭位者） 沃洛吉斯二世 | 安息帝國 王中之王 （爭位者） 沃洛吉斯二世 | 安息帝國 王中之王 （爭位者） 沃洛吉斯二世 | 安息帝國 王中之王 （爭位者） 沃洛吉斯二世 |  |  | 安息帝國 王中之王 帕科羅斯二世                  | 安息帝國 王中之王 帕科羅斯二世                  | 安息帝國 王中之王 帕科羅斯二世                  | 安息帝國 王中之王 帕科羅斯二世                  | 安息帝國 王中之王 帕科羅斯二世                  | 安息帝國 王中之王 帕科羅斯二世                  |  |  | 安息帝國 王中之王 （爭位者） 瓦尔丹二世          | 安息帝國 王中之王 （爭位者） 瓦尔丹二世          | 安息帝國 王中之王 （爭位者） 瓦尔丹二世          | 安息帝國 王中之王 （爭位者） 瓦尔丹二世          | 安息帝國 王中之王 （爭位者） 瓦尔丹二世          | 安息帝國 王中之王 （爭位者） 瓦尔丹二世          |  |  |                                |                                |                                |                                |                                |                                |                            |                            |                            |                            |                            |                            |  |  |  |  |  |  |  |  |  |  |  |  |  |  |
|                                                      |                                                      |                                                      |                                                      |                                                      |                                                      |  |  |                                           |                                           |                                           |                                           |                                           |                                           |  |  |                                                 |                                                 |                                                 |                                                 |                                                 |                                                 |  |  |                                                  |                                                  |                                                  |                                                  |                                                  |                                                  |  |  |                                |                                |                                |                                |                                |                                |                            |                            |                            |                            |                            |                            |  |  |  |  |  |  |  |  |  |  |  |  |  |  |
| 安息帝國 王中之王 沃洛吉斯三世                       | 安息帝國 王中之王 沃洛吉斯三世                       | 安息帝國 王中之王 沃洛吉斯三世                       | 安息帝國 王中之王 沃洛吉斯三世                       | 安息帝國 王中之王 沃洛吉斯三世                       | 安息帝國 王中之王 沃洛吉斯三世                       |  |  | 亞美尼亞 王國國王 阿克西達瑞斯            | 亞美尼亞 王國國王 阿克西達瑞斯            | 亞美尼亞 王國國王 阿克西達瑞斯            | 亞美尼亞 王國國王 阿克西達瑞斯            | 亞美尼亞 王國國王 阿克西達瑞斯            | 亞美尼亞 王國國王 阿克西達瑞斯            |  |  | 亞美尼亞 王國國王 帕爾塔馬 西里斯               | 亞美尼亞 王國國王 帕爾塔馬 西里斯               | 亞美尼亞 王國國王 帕爾塔馬 西里斯               | 亞美尼亞 王國國王 帕爾塔馬 西里斯               | 亞美尼亞 王國國王 帕爾塔馬 西里斯               | 亞美尼亞 王國國王 帕爾塔馬 西里斯               |  |  | 卡剌肯涅 王國國王 米里達梯                       | 卡剌肯涅 王國國王 米里達梯                       | 卡剌肯涅 王國國王 米里達梯                       | 卡剌肯涅 王國國王 米里達梯                       | 卡剌肯涅 王國國王 米里達梯                       | 卡剌肯涅 王國國王 米里達梯                       |  |  |                                |                                |                                |                                |                                |                                |                            |                            |                            |                            |                            |                            |  |  |  |  |  |  |  |  |  |  |  |  |  |  |

## 主要参考文献

### 古代文献
- Tacitus, Annals.

### 现代文献
- Bivar, A.D.H. . Yarshater, Ehsan  (编). . Cambridge: Cambridge University Press. 1983: 21–99. ISBN 0-521-20092-X.
- Bivar, A.D.H., , Curtis, Vesta Sarkhosh and Sarah Stewart  (编),  2, London & New York: I.B. Tauris & Co Ltd., in association with the London Middle East Institute at SOAS and the British Museum: 26–36, 2007, ISBN 978-1-84511-406-0 （英语）
- Dąbrowa, Edward. . Daryaee, Touraj  (编). . Oxford University Press. 2012: 1–432  [2019-01-13]. ISBN 0-19-987575-8. （原始内容存档于2019-01-01） （英语）.
- Dąbrowa, Edward. . Electrum. 2017: 171–189  [2020-09-13]. （原始内容存档于2019-04-24） （英语）.
- Gregoratti, Leonardo. . Daryaee, Touraj  (编). . UCI Jordan Center for Persian Studies. 2017: 1–236  [2020-09-13]. ISBN 9780692864401. （原始内容存档于2020-10-04） （英语）.
- Lukonin, V.G. . Yarshater, Ehsan  (编). . Cambridge: Cambridge University Press. 1983: 681–746. ISBN 0-521-24693-8.
- Marcato, Enrico. . Digital Publishing. 2018. ISBN 9788869692314 （英语）.
- Olbrycht, Marek Jan. . Curtis, Vesta Sarkhosh; Pendleton, Elizabeth J.; Alram, Michael; Daryaee, Touraj  (编). . Oxbow Books. 2016. ISBN 9781785702082 （英语）.
- 扎林库伯（波斯語：عبدالحسین زرین‌کوب）, 阿卜杜·侯赛因. . 由张鸿年翻译. 上海: 复旦大学出版社. 2011年: 第264–279页. ISBN 978-7-309-08181-7 （中文（中国大陆））.
- 法鲁赫（波斯語：کاوه فرخ）, 卡韦赫. . 由高万博、李达翻译. 南京: 江苏凤凰文艺出版社. 2020年: 第206页. ISBN 978-7-5594-4603-9 （中文（中国大陆））.

## 延伸阅读
- Olbrycht, Marek Jan. . Anabasis. Studia Classica et Orientalia. 2012: 215–237  [2020-09-13]. （原始内容存档于2019-11-15） （英语）.
- Olbrycht, Marek Jan. . Miscellanea Anthropologica et Sociologica. 2014: 92–97  [2020-09-13]. （原始内容存档于2019-11-15） （英语）.
- Olbrycht, Marek Jan. . Bonn Contributions to Asian Archaeology. 2015: 333–390  [2020-09-13]. （原始内容存档于2021-04-13） （英语）.

| 瓦尔丹一世 阿什康尼王朝 | 瓦尔丹一世 阿什康尼王朝 | 瓦尔丹一世 阿什康尼王朝 |
| ----------------------- | ----------------------- | ----------------------- |
| 前任者： 阿尔达班二世   | 安息帝国君主 约40–46年  | 繼任者： 古达尔兹二世   |